# نیس (کالیفرنیا)
نیس (به انگلیسی: Nice) یک منطقهٔ مسکونی در ایالات متحده آمریکا است که در شهرستان لیک، کالیفرنیا واقع شده‌است. نیس ۴٫۴۷۴ کیلومتر مربع مساحت و ۲٬۷۳۱ نفر جمعیت دارد و ۴۱۵ متر بالاتر از سطح دریا واقع شده‌است.